# Jeny József
Jeny József (Tétény, 1840. november 19. – Budapest, 1929. február 7.) székesfővárosi elemi iskolai igazgató-tanító.

## Életpályája
Jeny János és Maul Mária szőlőbirtokosok fia. A tétényi paptól kapott oktatást azon tárgyakból, melyek a tanítóképző intézeti felvételéhez szükségesek voltak. 1857-ben a pesti királyi katolikus férfitanítóképző-intézetbe került, ahol Benisch János, Adolph Diesterweg hű tanítványa volt az igazgató. Mint másodéves tanuló a Hampel-féle kereskedelmi iskolánál prefektus volt. 1859-ben oklevelet nyert és nevelőnek ment, de alig töltött pár hónapot, amikor Vecsésre megválasztották tanítónak. 1861-ben Pest városa választotta meg tanítójává. 1875-ig mint osztálytanító működött, majd az V. kerületi Hold utcai iskolához került vezető tanítónak, 1876-ban pedig a főváros tanácsa igazgató-tanítónak választotta meg és rá bízta a II. kerület országúti községi elemi népiskola igazgatását. Az ő közreműködése mellett jött létre ebben a kerületben a Fröbel-egyesület is. 1882-ben a IX. kerületi Bakáts téri iskolához helyezték át igazgató-tanítónak. Ebben a minőségében 1910-ig szolgálta a fővárosi népoktatás ügyét. Nyugdíjaztatása után polgártársai bizalmából több évig mint a IX. kerületi IV. számú iskolaszék elnöke vett részt Budapest tanügyének fejlesztésében és irányításában. A közszolgálat terén 51 éves érdemes múltja volt.  
A népnevelők budapesti egyesületének választmányi tagja volt, közreműködött a budapesti (budai) tanítóegyletben is. A budapesti tanító-testületnek elnöke, 1883-tól a főváros közoktatásügyi bizottmányában képviselője és tagja volt hat évig (1879-1885) a főváros köztörvényhatósági bizottságának is. 88 éves korában hunyt el tüdőgyulladásban. Felesége Kielberger Jozefa volt.
Cikkei megjelentek a Népnevelők Lapjában (1886. Az egészségtan a népiskolában, 1887. Néhány észrevétel az elemi népiskolai énektanítás kérdéséhez, 1888. A fővárosi elemi iskolákról, Fővárosi ügyek, tanügyi tudósítások, 1889. Nyilatkozat és válasz a Legyünk őszinték cz. czikkre, 1890. Az egyhuzamban való tanítási rendszer és a népiskola, 1892. A vallásos fővárosi tanítók, A székes fővárosi tanítói fizetések rendezésének kérdéséhez, 1894. Nyilt levél a székesfővárosi elemi iskolai tiszt. kartársaimhoz, 1895. Aforizmák.

## Műve
- Számoló könyv a népiskolák számára. Irta Močnik Ferencz, kidolgozta Orbók Mór, a Budapest fővárosi népiskoláinak viszonyaihoz alkalmazta ... (A népiskolák II-VI. osztályai számára). Budapest-Pozsony, 1891.